# Моратува
Морату́ва (синг. මොරටුව, там. மொறட்டுவை) — город на юго-западном побережье государства Шри-Ланка, образует южную часть агломерации Большого Коломбо. 96,5 тыс. жителей (1971). Торгово-транспортный центр. Различные ремёсла. Моратува — третий по величине населённый пункт острова. Раскинувшись на побережье Лаккадивского моря, Моратува на севере граничит с городом Дехивала-Маунт-Лавиния, а на юго-востоке его ограничивает озеро Болгода.
Наибольшую известность Моратува получила благодаря местному университету (англ.) — одному из крупнейших технологических вузов Южной Азии. Также в городе расположен стадион по крикету (самому популярному виду спорта в Шри-Ланке) «Де Соуса», где проводит поединки национальная сборная. Из достопримечательностей Моратувы можно отметить мирное соседство священных мест разных религий мира — буддийские храмы и христианские церкви, в изобилии расположенные на территории города и в его окрестностях. Большое внимание уделяют местные власти образованию: на территории этого небольшого городка есть колледжи и университет. Промышленность представлена ловлей и переработкой рыбы, производством трансформаторов, изготовлением мебели и других изделий из дерева.
В городе расположен Институт современных технологий Артура Кларка.

## Климат
Город расположен на юго-западе страны, на берегу Индийского океана. Климат экваториальный.
| Показатель                    | Янв. | Фев. | Март | Апр. | Май | Июнь | Июль | Авг. | Сен. | Окт. | Нояб. | Дек. | Год  |
| ----------------------------- | ---- | ---- | ---- | ---- | --- | ---- | ---- | ---- | ---- | ---- | ----- | ---- | ---- |
| Средний суточный максимум, °C | 31   | 31   | 32   | 32   | 31  | 30   | 30   | 30   | 30   | 30   | 30    | 30   | 30,6 |
| Средний суточный минимум, °C  | 22   | 23   | 24   | 24   | 25  | 25   | 25   | 25   | 25   | 24   | 23    | 23   | 24,0 |
| Норма осадков, мм             | 55   | 74   | 136  | 250  | 382 | 186  | 124  | 116  | 236  | 371  | 306   | 166  | 2402 |
| Температура воды, °C          | 28   | 28   | 29   | 30   | 29  | 28   | 27   | 27   | 27   | 28   | 28    | 28   | 28,1 |

## Транспорт
Для передвижения по городу, кроме автобусов, используется необычный транспорт «тук-туки» – небольшой крытый мотороллер. 
Ближайший аэропорт: Сигирия

## Развлечения
Город предлагает оценить местную кухню в ресторанах и отелях Моратувы, заняться серфингом, дайвингом, катанием на яхтах и приобретением сувениров, специй и знаменитого цейлонского чая.